# Geneviève (roman)
Pour les articles homonymes, voir Geneviève.
Geneviève, sous-titré La Confidence inachevée, est un roman d'André Gide publié en novembre 1936 aux éditions Gallimard. Il fait partie d'une trilogie, dont il constitue le « troisième tome » incluant L'École des femmes (1929) et Robert (1930), et pourrait s'intituler La Nouvelle École des femmes.

## Écriture du roman
Entrepris en mars 1930 à Cuverville et principalement composé en 1932, le roman est finalement achevé quatre ans plus tard, juste avant qu'André Gide ne fasse son voyage en URSS. Initialement le roman devait se terminer sur un troisième chapitre (Une suite abandonnée) que Gide considéra « pire que mauvais, médiocre » et qu'il décida de couper.
Le roman fait l'objet d'une édition préoriginale dans La Revue de Paris du 15 juin et du 1er juillet 1936 avant de paraître en novembre aux éditions Gallimard.

## Résumé
En août 1931, Geneviève X demande à André Gide de publier son récit personnel, à la suite de l'édition du journal de sa mère Éveline X paru sous le titre de L'École des femmes et du droit de réponse de son père Robert X paru, peu après, sous celui de Robert. Elle relate son enfance et son éducation, vécues entre des parents dont le couple aux points de vue si différents n'est plus en harmonie, et sa découverte d'une passion trouble et inavouée pour l'une de ses condisciples de lycée, Sara Keller, la fille d'un peintre juif célèbre. Sara, Geneviève et Gisèle décident de former une ligue secrète, l'IF pour « Indépendance Féminine », destinée à l'émancipation des femmes (du mariage et pour le secours des filles-mères). Les sentiments de Geneviève pour Sara inquiètent sa mère qui, comprenant leur réelle nature, lui interdit de la voir, allant jusqu'à la retirer du lycée où pourtant elle l'avait poussée à étudier malgré l'opposition de son mari.
Suivant des cours particuliers auprès d'amis de la famille (le docteur Marchant et la mère de Gisèle), elle passe difficilement son baccalauréat. Mais, si ses émois indéfinis pour Sara s'estompent, sa résolution à devenir une femme et une mère sans le concours d'un mari s'en trouve renforcée. Alors qu'elle n'a que 17 ans, elle demande au docteur Marchant de lui faire un enfant, sans l'aimer ni même éprouver du désir à son endroit, agissant juste d'un point de vue théorique ; Marchant, troublé mais inflexible, refuse et met cela sur le compte de sa « naïveté » des choses de la vie et son idéalisation du rôle maternel. Durant la Grande Guerre, une dernière rencontre avec sa mère, en octobre 1916, l'informe des sentiments et des liens platoniques mais intenses qui unissaient Marchant à Évelyne X, sa mère, qui jamais n'ont cédé à leurs désirs et amour.

### Suite abandonnée
Quelques années passent, durant lesquelles la mort de sa mère en 1916 lui fait rompre avec le reste de sa famille. Elle continue d'étudier par elle-même, presque en autodidacte, travaillant en bibliothèque et suivant des cours en auditeur libre à la Sorbonne, et vit modestement des rentes héritées de sa mère. Chaque dimanche soir, cependant, elle dine chez les Marchant où elle trouve chaleur familiale et conseils. Toujours tiraillée entre son esprit et son corps, Geneviève vit une aventure amoureuse avec un jeune homme, Walter un peintre beau et désirable, qu'elle n'aime pas et s'éprend de Sylvain, un ami timide et laid mais dont l'esprit, l'érudition et les positions morales et politiques sont en accord avec les siennes. Du premier, elle finit par tomber enceinte, du second par fréquenter la sœur Sidonie. Par compassion pour Sylvain et Sidonie, d'extraction modeste et soumis à des problèmes d'argent, elle leur propose d'aider à leur besoin en organisant les repas du soir chez ces derniers. Elle finit par déclarer sa condition à Sylvain et lui demande d'adopter son futur enfant.

## Éditions
- Geneviève, éditions Gallimard, 1936 (BNF 32163811).
- Trilogie : L'École des femmes, Robert, Geneviève, éditions Gallimard, 1944.
- Geneviève, tome II des « Romans et récits - André Gide », bibliothèque de la Pléiade, éditions Gallimard, 2009,  (ISBN 978-2-07-011780-2).